# Halowe Mistrzostwa Europy w Lekkoatletyce 1971 – bieg na 800 m mężczyzn
Bieg na 800 metrów mężczyzn – jedna z konkurencji biegowych rozgrywanych podczas halowych lekkoatletycznych mistrzostw Europy w hali Festiwalna w Sofii. Eliminacje zostały rozegrane 13 marca, a bieg finałowy 14 marca 1971. Zwyciężył reprezentant Związku Radzieckiego Jewhen Arżanow, który tym samym obronił tytuł zdobyty na poprzednich mistrzostwach.

## Rezultaty

### Eliminacje
Rozegrano 3 biegi eliminacyjne, do których przystąpiło 12 biegaczy. Awans do finału dawało zajęcie jednego z pierwszych dwóch miejsc w swoim biegu (Q).
Opracowano na podstawie materiału źródłowego.
Bieg 1
| Miejsce | Zawodnik         | Czas   | Uwagi |
| ------- | ---------------- | ------ | ----- |
| 1       | John Davies      | 1:51,8 | Q     |
| 2       | Petyr Kiatowski  | 1:51,9 | Q     |
| 3       | Slavko Koprivica | 1:52,5 |       |

Bieg 2
| Miejsce | Zawodnik          | Czas   | Uwagi |
| ------- | ----------------- | ------ | ----- |
| 1       | Antonio Fernández | 1:54,0 | Q     |
| 2       | Phil Lewis        | 1:54,3 | Q     |
| 3       | Atanas Atanasow   | 1:54,4 |       |
| 4       | Stawros Mermingis | 1:57,8 |       |
| 5       | Ali Erte          | 1:58,0 |       |

Bieg 3
| Miejsce | Zawodnik        | Czas   | Uwagi |
| ------- | --------------- | ------ | ----- |
| 1       | Jewhen Arżanow  | 1:54,1 | Q     |
| 2       | Andrzej Kupczyk | 1:54,3 | Q     |
| 3       | Ján Šišovský    | 1:54,7 |       |
| 4       | Eric Reygaert   | 1:56,5 |       |

### Finał
Opracowano na podstawie materiału źródłowego.
| Miejsce | Zawodnik          | Czas   | Uwagi |
| ------- | ----------------- | ------ | ----- |
| 1       | Jewhen Arżanow    | 1:48,7 | CR    |
| 2       | Phil Lewis        | 1:50,5 |       |
| 3       | Andrzej Kupczyk   | 1:50,5 |       |
| 4       | John Davies       | 1:51,1 |       |
| 5       | Petyr Kiatowski   | 1:52,0 |       |
| 6       | Antonio Fernández | 1:52,7 |       |